# Vornedskab
Vornedskab er betegnelsen for den pligt, som var pålagt bønder på Sjælland, Lolland og Falster samt Møn og Bogø, tilsvarende Sjællandske Lovs gyldighedsområde, om at forblive på deres fødegods og til at overtage eventuelt ødegods til fæste. Ordningen gennemførtes fra slutningen af 1300-årene for at sikre godsejerne arbejdskraft til bøndergårdene og til hoveri på hovedgårdsmarken; bl.a. på baggrund af affolkning ved den sorte død.
Vornedskabet nævnes første gang 1446 i den lokale lov Lollands Vilkår og udviklede sig i slutningen af 1400-tallet til, at en herremand kunne sælge sine vornede bønder. Det blev forbudt af Christian 2. som "ondt og ukristeligt". Kvinder var ikke bundne af vornedskabet.
Vornedskabets betydning lå igennem hele den periode, det eksisterede, først og fremmest i, at det sikrede godsejere mulighed for at få deres ledige gårde og huse besat med vornede. Af samme årsag foregik der reelt både en handel med vornede, ligesom mange processer i datiden netop handlede om retten til karle og husmænd.

## Historie

### Baggrund og oprindelse
Oprindelsen til vornedskabet kan spores tilbage til den senmiddelalderlige krise og "den sorte død", hvor talrige landsbyer helt eller delvist forsvandt. I denne situation blev folkemangel et problem, og det måtte være et mål for jordejere at sikre, at der altid ville være tilstrækkeligt med bønder til at besætte gårde, når de blev ledige. Hidtidig praksis var, at jordejere ikke kunne nægte bondebefolkningen ret til at forlade deres område, hvis de forinden havde givet lovligt varsel herom og hvis de betalte førlov, en slags formueskat af den formue de ville bringe med sig, når de flyttede. I et forsøg på at stække denne mulighed fik godsejere i den sjællandske øgruppe indført særlige regler blandt andet kendt fra "Lollands Vilkår", der blev vedtaget på Lollands landsting i juni 1446 af repræsentanter for Kronen, adelen og kirken (i datiden en stor godsejer), og hvorved blev bestemt, at ingen arbejdsdygtig mand måtte blive husmand eller inderste. Jordejere blev forpligtede til at sikre, at sådanne folk skulle have en bolig samt jord at dyrke, og at, hvis dette ikke skete, skulle kongens foged eller lensmand sørge for, at de fik det på Kronens jord. Tilsvarende bestemmelser blev indført på Sjælland men derimod ikke på Bornholm. Benævnelsen vorned, der oprindelig betegnede en person, der søgte juridisk værn hos en anden og stærkere, kom med tiden til at betegne en sådan stavnsbunden fæster af jord. Vornedskabet blev ikke indført i Jylland, og bønder her kunne frit søge til Sjælland, hvor jorden var mere frugtbar og derfor tillokkende, og i princippet kunne de frit vende tilbage til Jylland, hvis de ønskede det, mens næste slægtled som født på Sjælland blev omfattet af ordningen.

### Senmiddelalder og renæssance
Allerede i senmiddelalderen blev det klart, at vornedskabet gav godsejere et magtmiddel over for fæstebønderne, som kunne misbruges, og under Christian II lod i 1521-22 gennemføre en række reformlove, herunder Landloven, som blandt andet havde til formål at værne bønderne mod overgreb. Blandt Landlovens bestemmelser var artikel 111, hvori det hedder: "Slig ond ukristelig sædvane, som hertil i Sjælland, Falster, Lolland og Møn været haver med stakkels bønder og kristne mennesker at sælge og bortgive ligesom andre uskellige kreatur, skal ej efter denne dag så ydermere ske, men når deres husbonde og herskab farer uredeligt med dem og gør dem uret og ubod, da må de flytte det gods, de påsidder, og ind på en andens gods, som bønder gør i Skåne, Fyn og Jylland". Reelt var bestemmelsen således en ophævelse af vornedskabet. Men Christian blev fordrevet i 1523, og bestemmelsen fik aldrig effekt; reformlovene blev brændt til aske på Viborg Landsting. Frederik I, der fulgte Christian II som konge, skal have været sindet at ophæve vornedskabet men stødte på rigsrådets modstand. Christian III satte i 1542 en frist på 3 år for eftersøgning af vornede, der var rømmet til købstæderne, hvilket gjorde muligheden mere fristende.
Det næste store forsøg på at ophæve vornedskabet blev gjort af Christian IV: Allerede i 1620 lod han udstede en bekendtgørelse om, at alle bønder, der enten boede på Antvorskov len eller agtede at flytte til Antvorskov len fra krongods i andre len skulle være fritaget for stavnsbinding. Nok så vigtigt skulle en vorned, der var rømmet, ikke længere kunne dømmes fredløs: "Vider, eftersom vi naadigst komme udi Forfaring, mange tidt og ofte forfølges paa deres Fred, og endog de deres Bøder for Retten tilbinder, skal de dog alligevel des uanset fredløs dømmes, da bede vi Dig og ville, at Du dermed saaledes herefter forholder, at ingen, som deres Bøderlovligen frembyder og paa Tinget tilstede haver, bliver fredløs gjort, saa og flittig Agt og Opsyn haver, for hvad Sager nogen vorder fredløs gjort, et tilstedendes nogen for ringe Aarsagers Skyld, som ikke udi Loven eller Recessen om formeldes, eftersom hid indtil sket er, at miste sin Fred."
Dette tiltag blev fulgt op i juli 1633, da Christian i et brev til rigsmarsk Jørgen Urne tilkendegav som sin agt at frigive alle Kronens vornede på Sjælland. Projektet skulle gennemføres i forbindelse med "det store bilager", hvor den udvalgte prins skulle giftes med Magdalena Sibylla af Sachsen i 1634, men også denne gang stødte det på stærk modstand fra dele af adelen, som argumenterede, at "så snart bønderne blev løsgivne, da ville det forårsage vores største Ruin og fordærv, eftersom en stor del af vores Gods er højt forgældet Gods, og dertil kræves meget arbejde og Besvær med Pløjning, lige så vel som vi til vores avling behøver meget Ægt og arbejde, så man må frygte, at vores gods ikke kunne blive besat men blive helt øde. Ligeledes kan vort hoveri og avl ikke blive udført, med mindre vi selv skulle holde mange plove og tjenestefolk til vores største skade og fordærv". Ophævelsen skete heller ikke denne gang.
Christian IV gjorde et nyt forsøg i 1646. Han skrev et brev til lensmændene på Sjælland, Møn, Lolland og Falster dateret 30. maj 1646 med tilbud til bønderne om frihed for vornedskab og ret til at beholde deres gårde mod at betale 10 rigsdaler årligt i 6 år. Heri hedder det: "Eftersom vi naadigst haver kvit og løs givet saa mange af vore og Kronens Bønder i Dit Len for deres Fødested, som os udi 6 næst følgende Aar ville give derfor 60 Rdl., nemlig 10 Rdl. aarligen, saa at deres Børn og Efterkommere til evig Tid skal være fri for Dele og beholde deres Gaarde og Huse, de paabor, til evindelig Eje, da bede vi Dig og naadigst ville, at Du førnævnte Bønder udi Dit Len det forstændiger og med dennem paa vore Vegne handler og siden om Din Forretning med dem Din udførlig Erklæring i vores Cancelli indskikker. Hvis Penge Du og derfor af nogen opbergendis vorder, dem skal Du til gode Rede udi vores egen Kammer lade levere, hvor Du og tilbørligen derfor skal blive kvitteret". I endnu et brev dateret 25. januar 1647 forklarede kongen, at bønder, som betalte de 60 rigsdaler, ikke blot ville frikøbe allerede fødte sønner men også sønner født i fremtiden. Kun 27 bønder så sig i stand til at benytte tilbuddet, heraf 15 i Kronborg, Frederiksborg og Abrahamstrup len, 7 i Ringsted Kloster len, 1 i Antvorskov len og 3 i Københavns len. Af de indberetninger, som lensmændene indsendte til kongen fremgik, at den vigtigste årsag til det beskedne resultat var mangel på penge til at betale for frigivelsen. Da Frederik III var blevet konge, forlangte han i skrivelse af 30. december 1650 en oversigt over hvor mange vornede, der havde benyttet sig af muligheden og erklærede endvidere, at ingen vornede sønner fra da af skulle frigives mod betaling men alene mod ansøgning med kongelig tilladelse, med hans egne ord: "vil og derhos naadigste, at her efter ingen vornede Sønner efter fornævnte naadigste Anordning for Betaling af Eder skal løsgives; medens de, som for deres Fødested fri at være begjærer, haver derom hos os selv at gjøre underdanigste Anordning, og ville vi os paa enhvers underdanigste Begjæring, som fri at være søger og sig anmelder, vidre naadigst vide at resolvere".

### Under enevælden
Under stændermødet i 1660 bragtes spørgsmålet op på ny med et forslag om, at vornedskabet skulle ophæves mod at betale mellem 5 og 20 rigsdaler beroende på betalingsevne "hvilket formodes Kongelig Maj. og den adelige Stand nådigst og gunsteligen dem lade behage, efterat dog slig deres Ufrihed Herskab såvel som Tjener, samt Landet og det gemene Bedste er skadeligt, som Erfarenhed lært haver". Spørgsmålet blev taget op efter indførelsen af enevælden i en forslag dateret 24. oktober 1660. Heri argumenteres, at ved ophævelsen af vornedskabet vil bønderne "kunde glæde sig des højere ved den lovlige arvelige Regering, og have desbedre Lyst og Villighed at forbedre deres Gårde, de bevåner, hvilket skulle forårsage stor Tilløb fra Skåne, Halland, Holsten, Jylland og andre Stæder, som sig Kronens Gods (hvoraf desværre en meget stor Del er øde) i forbemeldte Provinser skulle antage". Men efter de officielle ceremonier i forbindelse med enevældens indførelse skete der i første omgang ikke videre. Kun de vornede, der havde deltaget i forsvaret af København under belejringen under svenskekrigene, blev frigivet i 1661 af Frederik III. I 1669 og 1670 sikrede han og sønnen Christian V vornedfrihed for bønder på Frydendal gods.
Det hører med til billedet af bestemmelsens håndhævelse, at under Skånske Krig, i 1678, forsøgte grev Wilhelm Frederik Wedell på Wedellsborg på birketinget på Fyn at få bønderne til at blive på godset mod løfte om så vidt muligt at blive fritaget for udskrivning til soldatertjeneste, men hverken dette forsøg eller et lignende forsøg foretaget af godsejeren Ejler Holck på Holckenhavn i 1682 på at udbrede vornedskabet til Fyn lykkedes.
Danske Lov fra 1683 fastlagde i 3. bog kapitel 14 bestemmelser, der fastholdt vornedskabet i de områder, hvor det hidtil havde eksisteret, og samtidig præciserede den juridiske side af vornedskabet: vornede skulle være forpligtede til at fæste den gård eller det hus, som ejeren måtte kræve, og det blev tilladt af efterspore vornede, der var rømmet. Bestemmelserne sagde også, at "Husbond må sin vorned vel frigive, men han må hannem ingenlunde til en anden sælge", og hvis en rømmet "utiltalt" havde boet 10 år i en købstad "da bør han være fri for sin fødestavn" (boede han andetsteds på landet var grænsen 20 år). Danske Lov fastlagde også, at vornedskabet begyndte ved 6 års alder og at skolelærere og studenter var fritaget fra vornedskabet så længe, de udøvede undervisningsgerning. Loven sikrede mulighed for vornede for at frikøbe sig, og der kendes 106 sådanne frihedsbreve i perioden mellem 1661 og 1708, heraf 10 i perioden 1661-1680 og 80 i perioden 1681-1700, altså perioden efter Danske Lovs gennemførelse. Prisen på disse frihedsbreve svingede voldsomt omkring et gennemsnit på ca. 40 rigsdaler, strækkende sig fra under 14 op til 100 rigsdaler.
I 1692 fastslog Christian V ved en forordning, at vornedfri jyske og fynske bønder, som fæstede gårde på sjællandske ryttergodser og på Møn, ville bevare denne frihed og at den tillige gjaldt deres der fødte sønner. Først den 8. december 1696 blev vornedskabet ophævet, dog kun på Møn og Bogø, ligesom Frederik IV frigav bønderne på hans eget gods Jægerspris i Horns herred i Nordøstsjælland. Og da svenskerne under Store Nordiske Krig foretog en landgang ved Humlebæk år 1700, tilkendegav Frederik IV, at bønder, som bidrog til rigets forsvar, ville få samme frihed som bønderne på Jægerspris.

### Ophævelsen
Endelig i 1702 blev vornedskabet formelt ophævet på både kongelige og private godser "så at beboerne ligeså vel som vore undersåtter i andre.. provinser.. med tiden kunne nyde lige frihed..", dog kun for drengebørn født efter Frederik IVs tronbestigelse i 1699. Imidlertid blev der samtidig åbnet mulighed for, at vornede bønder ikke omfattede af frigivelsen skulle kunne købe sig fri hos godsejeren mod et beløb, der ikke måtte overstige 50 rigsdaler, ligesom der blev givet amnesti til bønder, der indenfor de foregåående 5-10 år havde forladt deres godser og var flyttet til købstæder eller stået til søs, hvis vedkommende købte sig fri og skaffede en erstatning til godset.
Vornedskabets ophævelse blev dog kun af begrænset betydning. Året inden ophævelsen var der udstedt en forordning om "Landmilitsens Indrettelse udi Danmark", som de facto bandt alle unge mænd til den jord, de opholdt sig på. Mange i samtiden frygtede, at der i realiteten var tale om udbredelse af vornedskabet til Fyn og Jylland. For at modvirke dette rygte blev de i en forordning af 27. september 1701 udtrykkeligt skrevet, at "Det må stande enhver af de indskrevne karle frit for udi Jylland og Fyn.. at fæste gårde på hvilket proprietariers gods hannem lyster, og gården ledig vorder og proprietarien ham gården for fæste vil forunde". Endvidere blev det udtrykkeligt sagt, at enhver karl kunne fæste gård på et hvilket som helst gods mod at skaffe en erstatning og mod at give lovligt varsel på 8 uger samt at ingen indskreven karl måtte tvinges til at fæste en gård. I forbindelse med indførelsen af landmilitsen havde Fr. Engelstrup foreslået, at vornede karle, som havde tjent som soldat i 8-10 år, pro forma skulle frigives fra fødestavnsbinding, men dette forslag blev ikke gennemført.
Men der var en forskel på vornedskabet og landmilitsen: vornedskabet fastholdt fæsterne i en underlegen stilling i forhold til private godsejere. Den nye ordning lagde op til en gradvis men fuldstændig afskaffelse af stavnsbindingen, omend det skete på en måde, der tog et vidtgående hensyn til godsejernes interesser i overgangsperioden.
Et problem var, at friheden oprindelig kun omfattede børn, som på daværende tidspunkt var 2-3 år gamle, og at der derfor i realiteten ville gå en generation, førend friheden ville få fuld effekt. I 1720-erne blev mange unge karle fæstet til gårde på de nordsjællandske ryttergodser, formodentlig for at kunne fastholde dem, mens muligheden endnu var til stede. Karakteristisk foreslog land- og krigskommisæren for Sjælland, Urban Bruun, i 1724, at karle i reserverullen skulle have forbud mod at flytte mere end to mil fra det gods, de opholdt sig på dette år, og være forpligtigede til at vende tilbage til godset, hvis godsejeren ønskede det. Forslaget blev afvist men belyser holdningen i visse kredse i datiden. Og netop mod slutningen af denne periode, 31 år senere skete indførelsen af stavnsbåndet af hensyn til muligheden for at udskrive soldater. Stavnsbåndet omfattede alle 14-36 årige og således alle, som da endnu havde status af vornede. Det gjaldt over hele Danmark.

## Betydning
Vornedskabets betydning kom først og fremmest til at bestå deri, at det stillede fæstebønder og -husmænd langt ringere ved forhandlinger med deres modpart, godsejerne, en tilfældet ellers ville være. Dette gjaldt især ved fæste, hvor fæsteren måtte overtage gård og hus på en række betingelser omfattende fx indfæstning, landgilde og hoveri. Danske Lov havde fastlagt, at "den vornede er pligtig til at antage hus eller gård, som hans husbond hannem på sit eget forelegger". Uden for vornedskabets område kunne fæstere afvise de vilkår, som fæstet blev tilbudt på, og søge andetsteds hen, hvor fæste kunne opnås på bedre vilkår, men indenfor vornedskabets område forelå denne mulighed ikke, og fæsteren måtte i realiteten overtage fæstet på godsejerens vilkår. Påden anden side forelå muligheden for godsejeren for at lade fæstere flytte fra et sogn med en del af godset til et andet sogn med en anden del af godset. Vornedskabet sikrede således godsejere en reserve at egnede karle, der kunne overtage et fæste, hvis en eksisterende fæster blev for besværlig og at der kunne gives en acceptabel begrundelse for opsigelse af fæstet fx manglende overholdelse fra bondens side. Vornedskabet var således de facto "et tvangsmiddel til at sikre arbejdskraft til landbruget".
Foruden at diktere fæstevilkår havde godsejeren også i andre henseender magt over fæstere. Det gjaldt fx ved skifte. Danske lov sagde, at "når nogen vorned tilfalder arv, i hvor det er, da skal skiftets forvalter give vornedens husbonde tilkiende, at han kan have omsorg for, at vorneden ret vederfares". Ligeledes i retssager. Danske Lov bestemte, at "forurettes nogen bonde, hans hustrue eller folk af anden, da må bonden selv udføre sagen mod sin vederpart og tage bøder for bondesagen. End vil eller formår han ikke sagen at udføre, da bør hans husbond derpå at tale". Det lød fint men havde ringe betydning, hvis modparten i en sag var godsejeren selv.
Under disse forhold kan det ikke undre, at godsejere kunne være interesserede i at fastholde og håndhæve vornedskabet så vidt, mulighederne rakte. Gennem hele vornedskabets eksistens foregik processer, hvor vornede, der mente sig at have opnået deres frihed fra dette, måtte opleve, at godsejere forsøgte at få denne frigivelse underkendt, ligesom der foregik en kraftig indsats for at få bragt flygtede vornede tilbage til godserne. I mange tilfælde, hvor vornede havde opnået frihedsbrev, blev dette efterfølgende bestridt af godsejere.
Både set fra godsejeres og fra Kronens side var det ønskeligt, at der ikke fandtes ødegårde: godserne var naturligvis interesserede i at få landgilde og hoveri fra fæstebønderne, og Kronen måtte, ved siden af sin sammenfaldende interesse i kraft af at være godsejer, tillige være interesseret i, at gårde og huse var besatte med skatteydere og potentielle soldater. Det havde vejet tungt ved indførelsen, og det vejede tung ved alle de senere tiltag for at afskaffe ordningen igen.